# Cassagnabère-Tournas
Cassagnabère-Tournas è un comune francese di 421 abitanti situato nel dipartimento dell'Alta Garonna nella regione dell'Occitania.

## Società

### Evoluzione demografica
Abitanti censiti